# Enacrosoma quizarra
Enacrosoma quizarra är en spindelart som beskrevs av Levi 1996. Enacrosoma quizarra ingår i släktet Enacrosoma och familjen hjulspindlar.
Artens utbredningsområde är Costa Rica. Inga underarter finns listade i Catalogue of Life.